# Royal Clipper
Le Royal Clipper est un navire de croisière à voile, opérationnel depuis juillet 2000. Conçu sur le modèle de l'ancien Preussen (1902-1910), sa mise en œuvre a débuté dès 1990 dans les chantiers navals de Gdańsk.
Il est armé par la compagnie monégasque Star Clippers qui affirme qu'il s'agit du plus grand « véritable voilier » jamais construit, avec ses 5 000 tonneaux de jauge brute ; il est en tout cas le plus grand voilier « traditionnel » navigant toujours bien que les Wind Surf et Club Med 2 le surpassent en termes de dimensions.
Il est gréé en cinq-mâts carré. Il peut accueillir 227 passagers. Les cabines (surface de 10 à 40 m2 classées en six catégorie) sont réparties sur trois niveaux, de bas en haut : pont Commodore, pont Clipper, pont principal ; plus haut se trouve le pont soleil. 
En septembre 2012, le Royal Clipper est affrété par Rivages du Monde au départ de Venise pour des croisières de huit jours.

## Autres caractéristiques
- Compagnie : Star Clippers, possédant aussi les quatre-mâts goélette Star Clipper, Star Flyer et Flying Clipper
- Pavillon :  Luxembourg puis  Malte
- Cinq mâts (le plus haut a 54 m) à 42 voiles pour plus de 5 000 m2 de voilure
- Ponts : 1 800 m2 avec 3 piscines

## Galerie

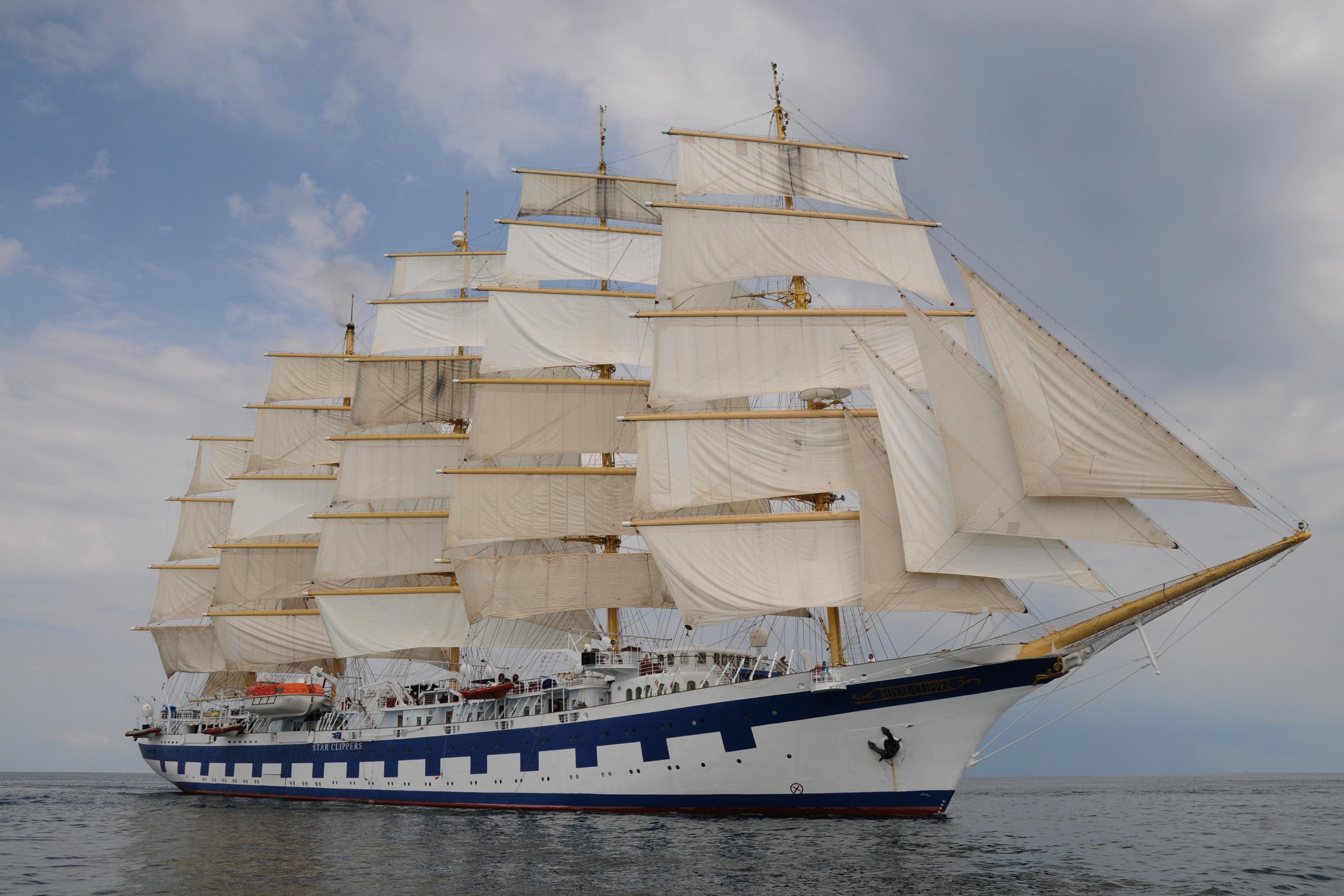
Royal Clipper
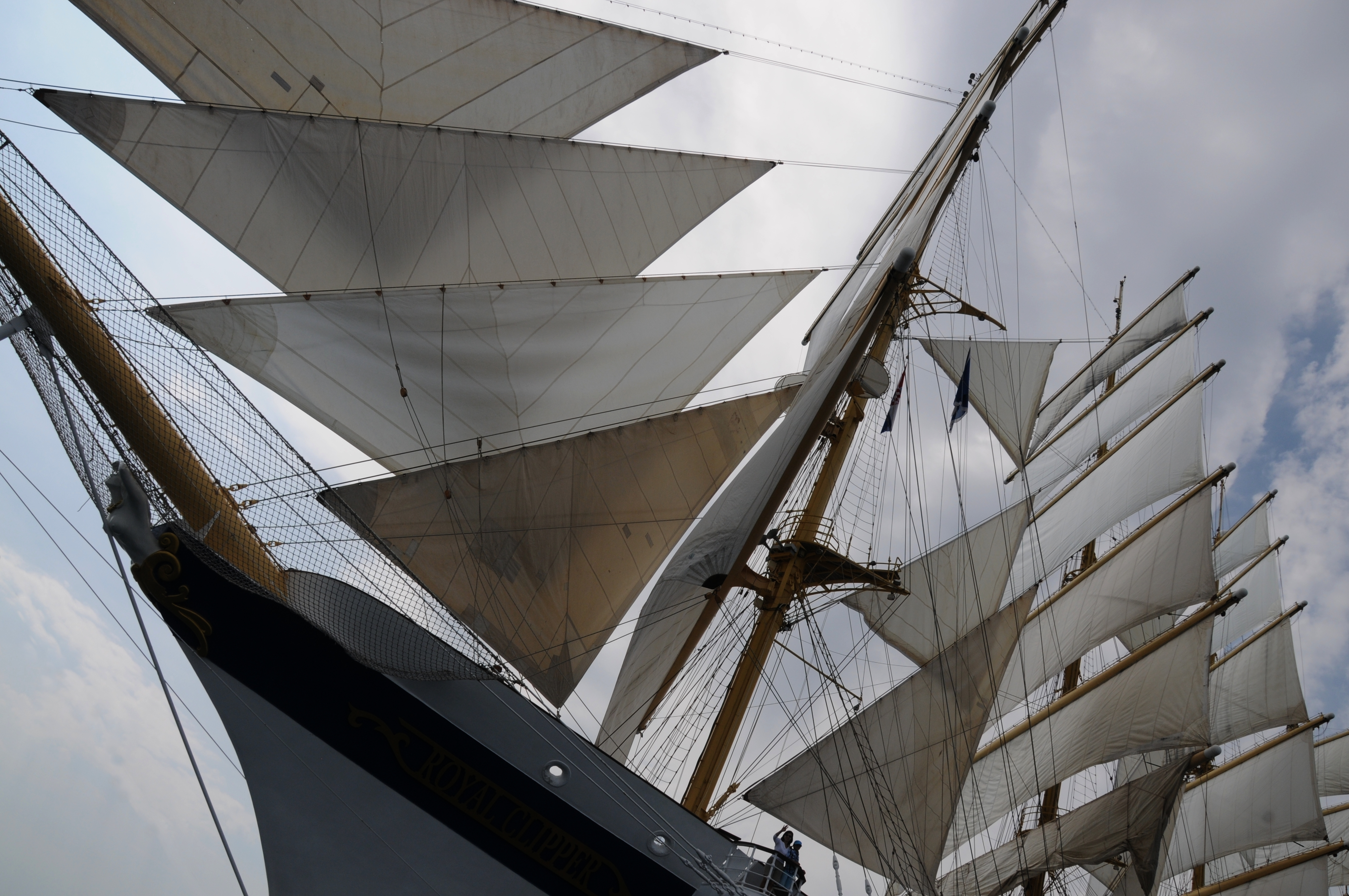
Proue du Royal Clipper
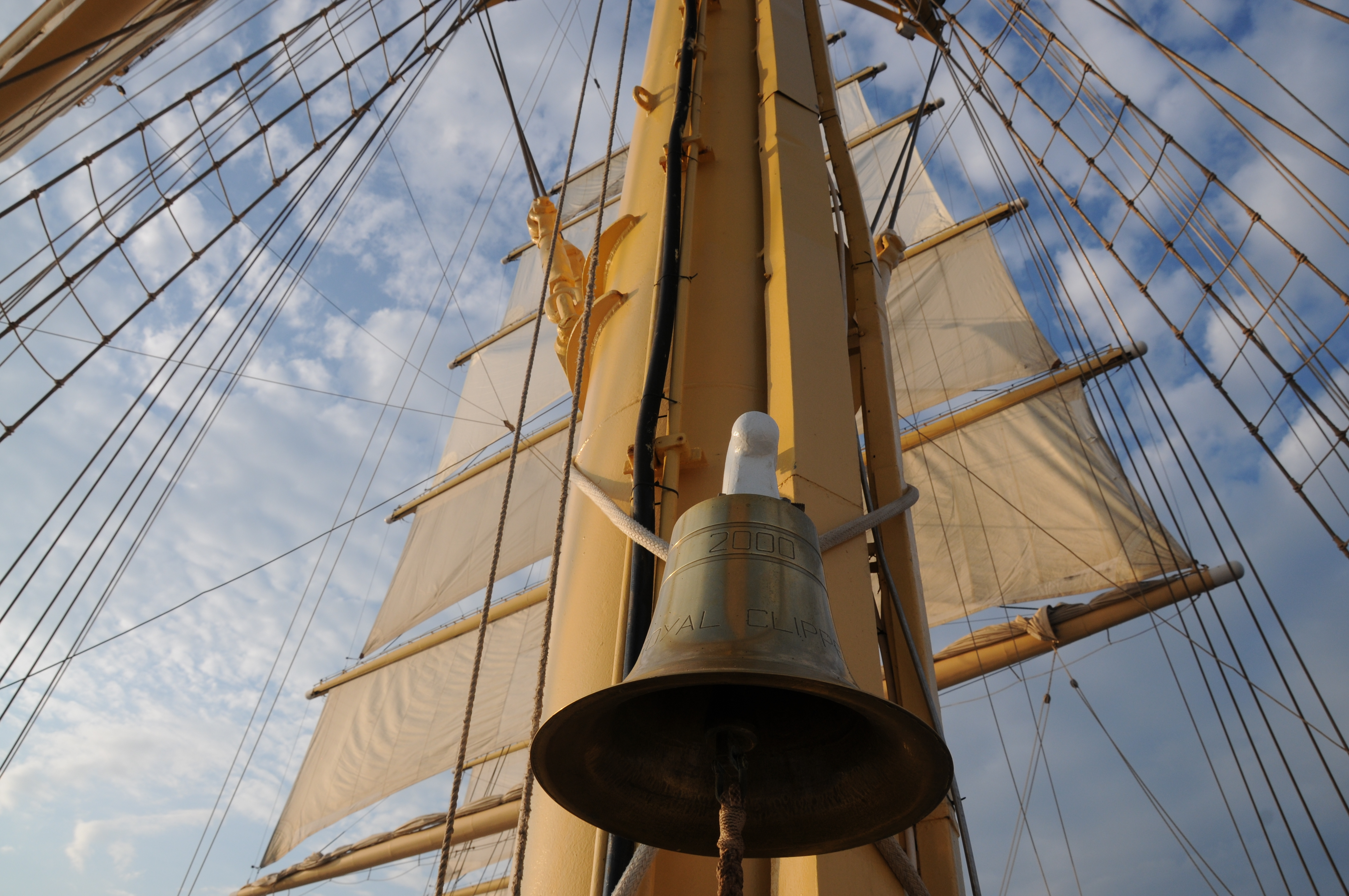
Cloche du Royal Clipper
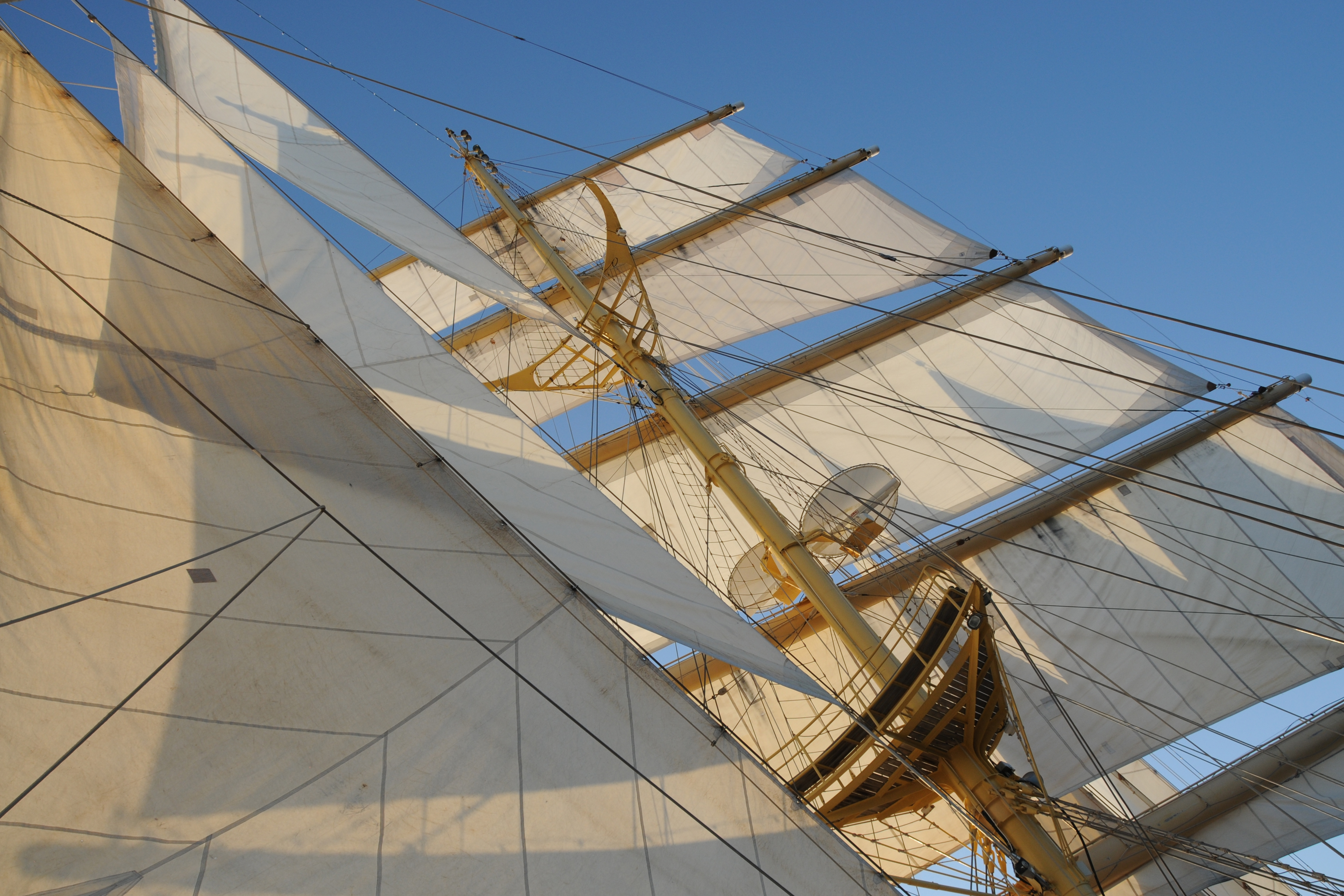
Voiles du Royal Clipper
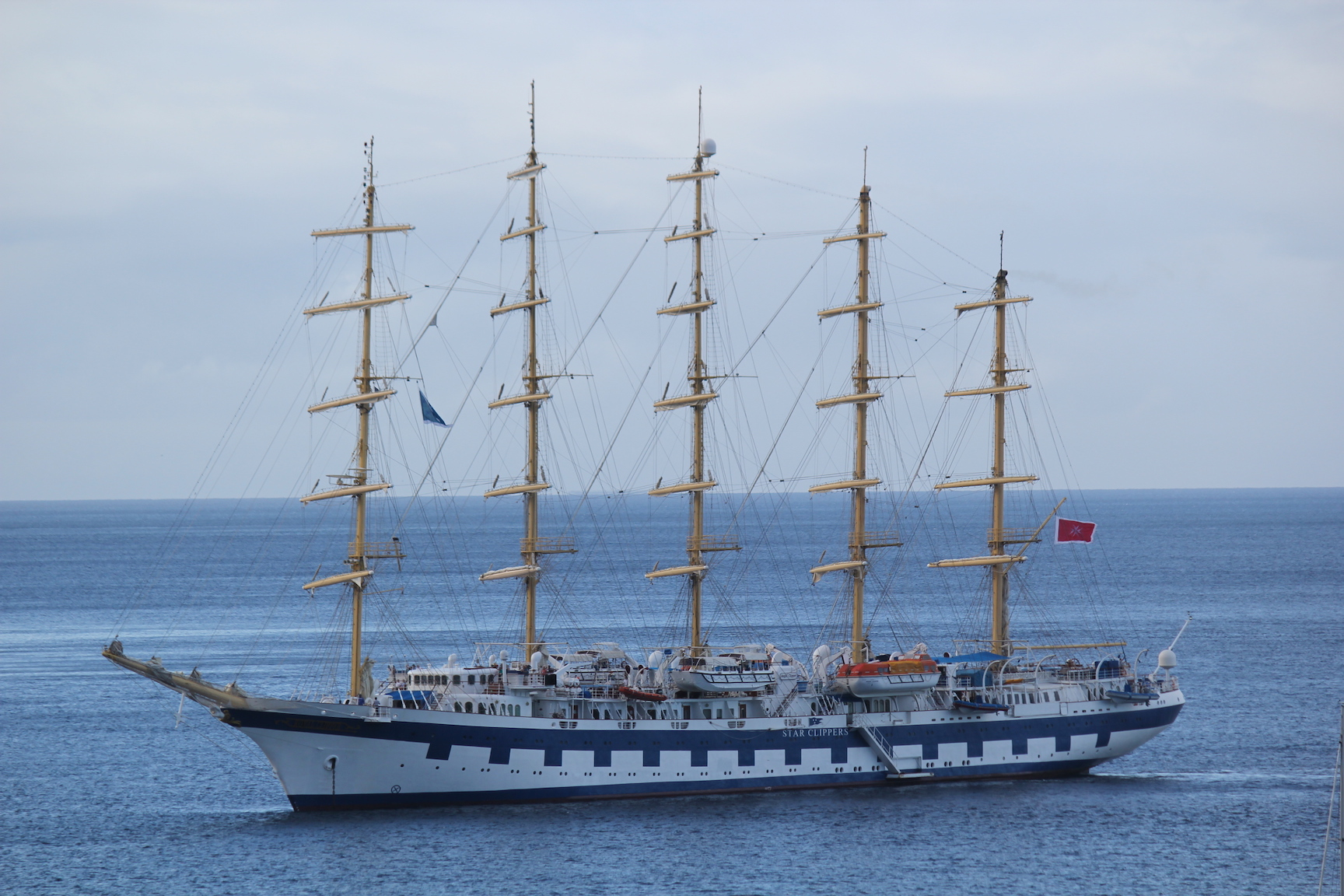
Le Royal Clipper au mouillage en Martinique
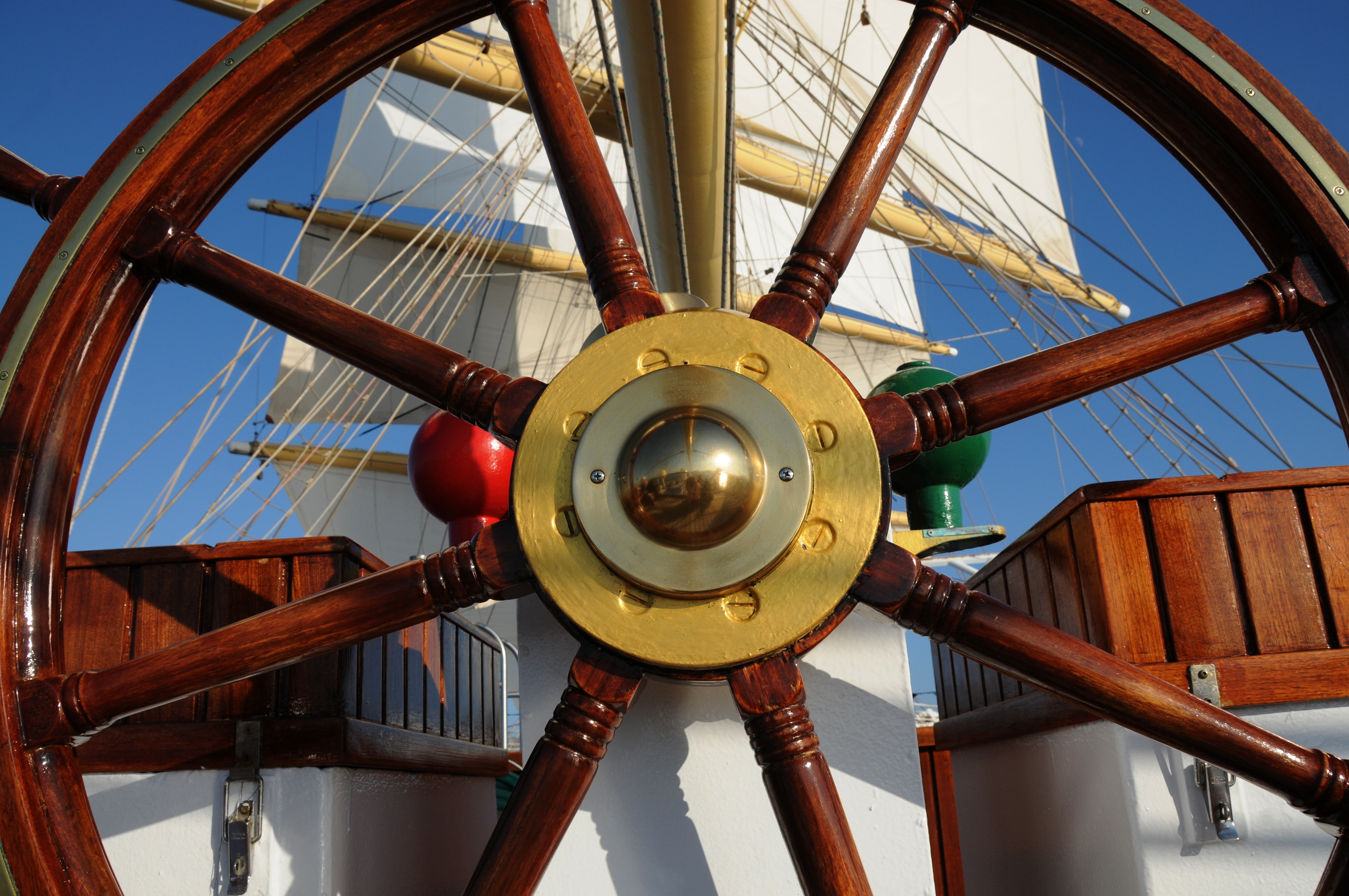
Barre à roue
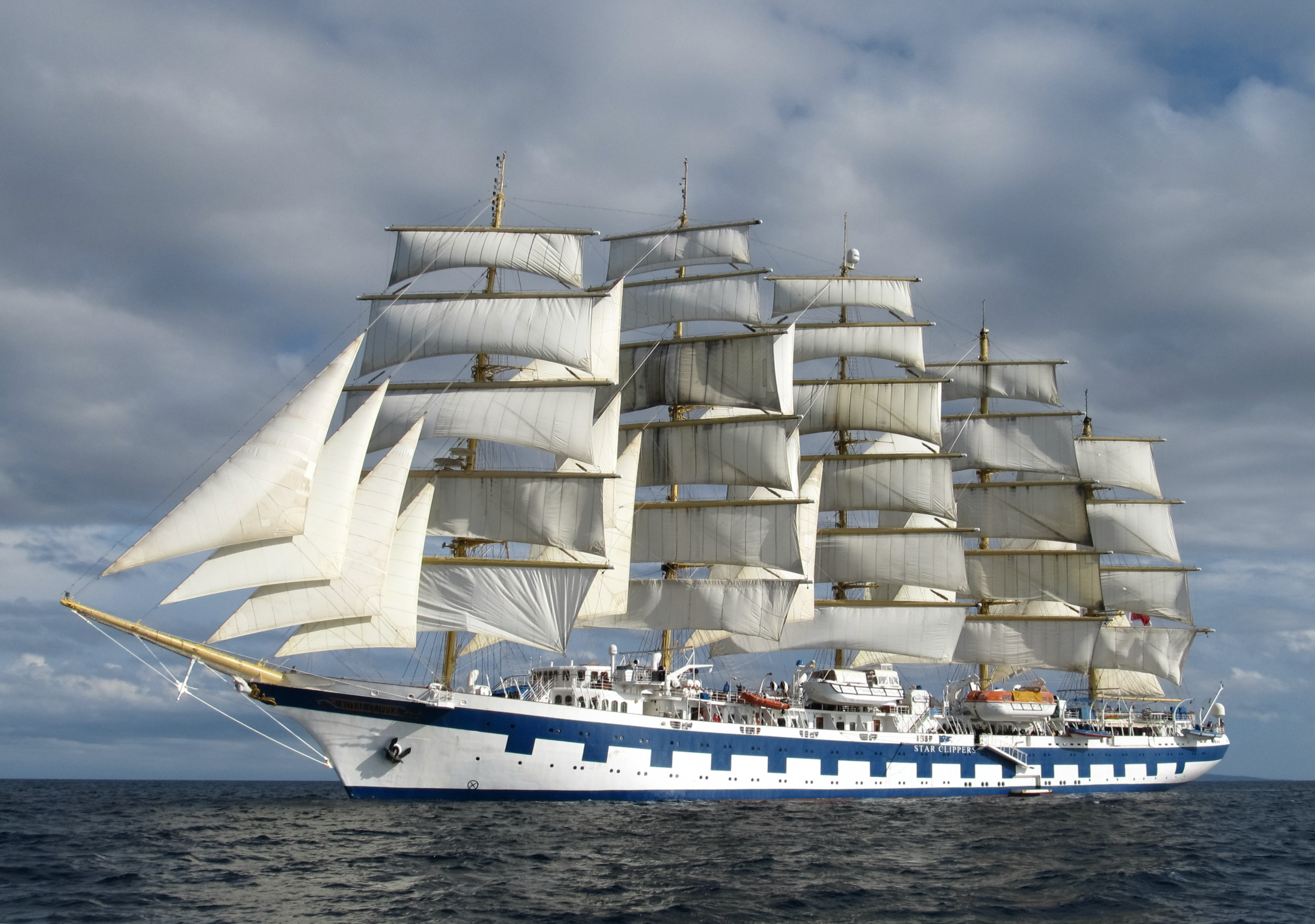
Le Royal Clipper en baguenaude en Méditerranée.